# Stenellipsis longula
Stenellipsis longula är en skalbaggsart som beskrevs av Stefan von Breuning 1940. Stenellipsis longula ingår i släktet Stenellipsis och familjen långhorningar. Inga underarter finns listade i Catalogue of Life.